# 宋詒瑞
宋詒瑞（1938年4月4日—），筆名依蓮，籍貫上海，香港兒童文學作家，亦為香港作家聯會會員、香港兒童文藝協會會員、香港中國語文學會會員、中國作家協會深圳分會會員、香港城市大學普通話導師及自由撰稿人。

## 生平
宋詒瑞自小對語言文學及兒童文學感興趣，故中學以後入讀上海市幼兒師範學校，1956年入讀北京大學東方語言系，至1981年定居香港。

## 作品
- 散文：
  - 《呢喃集》
  - 《寫不完的感情》
  - 《神秘的老花樹》
- 短篇小說：
  - 《石屎森林中的故事》
- 兒童故事：
  - 《夜晚的笛聲》
  - 《薄餅和餡兒餅》
  - 《少年的煩惱》
  - 《難為了班長》
- 童話：
  - 《怪物是誰》
  - 《假的火神使者》
  - 《美妙童話集》